# Because I Am
Because I Am é um álbum de estúdio lançado pela extinta gravadora estadunidense Clear Light Productions e que reuniu diversos músicos do cenário da Música underground cristã no apogeu do Jesus Movement em meados dos anos 70, tais como Greg X. Volz (antes de ingressar no Petra), Turley Richards e o lendário grupo musical E Band.
Because I Am é considerado por muitos como um disco cult e até mesmo épico, devido a grande importância de seu conteúdo musical até então inovador para os padrões da música cristã da época. Originalmente, foi lançado como Lp duplo gravado em 33 e 45 RPM.
Por ser um disco raro, é visto como artigo de colecionador por discófilos de plantão.[carece de fontes?]

## Faixas Disco 1

### Lado A
1. "Because I Am (Instrumental)" (música: George Andrews)  - 2:11
2. "Overture" (letra e música: Greg X. Volz)  - 3:39
3. "If A Child" (letra e música: Greg X. Volz)  - 3:56
4. "Babylon" (música adicional: Charles Almon e Vern Gibson)  - 8:11

### Lado B
1. "Empty Hollow Choruses" (letra e música: Mike Johnson)  - 7:39
2. "The Search" (letra e música: Terry Andersen)   - 7:01

## Faixas Disco 2

### Lado A
1. "Journey To Calvary" (letra e música: Joe Grier e David Eden)  - 8:15
2. "Where Do We Go From Here" (letra e música: Charles Almon)  - 6:13

### Lado B
1. "The Search - Reprise" (letra e música: Terry Andersen)   - 1:00
2. "He Is In Me" (letra e música: Terry Andersen)  - 3:28
3. "Because I Am" (letra: Ron Thomas, música e letras adicionais: Turley Richards)  - 4:03
4. "Rejoice" (letra e música: Joe Grier e David Eden)  - 7:47

## Créditos[6]
Músicos na canção "Because I Am (Instrumental)"
- Guitarra - Warren Nichols
- Guitarra e baixo - Charles Lloyd Chittendon
- Órgão - George Andrews
- Bateria - Terry Andersen

Músicos na canção "Overture" e "If A Child"
- Violão e vocal: Greg X. Volz
- Guitarra - Joe Grier
- Piano e órgão - David O'Haver
- Baixo - Tom Byler
- Bateria - David Eden

Músicos na canção "Babylon"
- Lead vocal, órgão e arranjos - Charles Almon
- Guitarra - Peter Akeke
- Piano - George Andrews
- Trompete e flugelhorn - Steve Stone
- Baixo e harmonia vocal - Steven Dubois
- Bateria - John King
- Vocal de apoio - Sandy Myers
- Vocal de apoio - Linda Barry
- Trompete - Steve Lowry
- Saxofone e flauta - Vern Gibson

Músicos na canção "Empty Hollow Choruses"
- Lead vocal e guitarra - Mike Johnson
- Guitarra - Charles Chittendon
- Piano, banjo e órgão - Warren Nichols
- Harmonia vocal - JoD Andrews
- Bateria e harmonia vocal - Terry Andersen

Músicos na canção "The Search"
- Lead vocal e bateria - Terry Andersen
- Harmonia vocal - Greg X. Volz
- Piano e órgão - Warren Nichols
- Guitarra - Charles Lloyd Chittendon
- Baixo - Leon Wilson

Músicos na canção "Journey To Calvary"
- Lead vocal e percussão – Greg X. Volz
- Guitarras e harmonia vocal - Joe Grier
- Órgão e harmonia vocal - David O'Haver
- Baixo e harmonia vocal - Tom Byler
- Bateria, percussão e harmonia vocal - David Eden

Músicos na canção "Where Do We Go From Here"
- Lead vocal, piano e arranjos - Charles Almon
- Harmonia vocal - Marlene Nelson
- Harmonia vocal - Sandy Myers
- Guitarras - Warren Nichols
- Baixo e guitarra - Charles Lloyd Chittendon
- Bateria - Terry Andersen
- Trompete e flugelhorn - Steve Stone
- Trombone - Tom Johnson
- Saxofone - Vern

Músicos na canção "He Is In Me"
- Lead vocal e bateria - Terry Andersen
- Piano - Warren Nichols
- Guitarra - Charles Lloyd Chittendon
- Harmonia vocal - Greg X. Volz
- Baixo - Leon Wilson
- Fiddle - Gene "Vassar" Elders

Músicos na canção "Because I Am"
- Lead vocal e guitarra - Turley Richards
- Guitarra - Taylor Amerding
- Mandocello - John Nagy

Músicos na canção "Rejoice"
- Lead vocal e percussão – Greg X. Volz
- Guitarras e harmonia vocal - Joe Grier
- Órgão, piano e harmonia vocal - David O'Haver
- Baixo, percussão e harmonia vocal - Tom Byler
- Bateria, percussão e harmonia vocal - David Eden